# Armstrong Siddeley Mongoose
Il Armstrong Siddeley Mongoose era un motore aeronautico radiale 5 cilindri raffreddato ad aria, prodotto dall'azienda britannica Armstrong Siddeley nella seconda parte degli anni venti.
Dal Mongoose verrà sviluppato il Serval a 10 cilindri raddoppiando la stella su due file.

## Versioni
Mongoose I
prima versione realizzata nel 1926, capace di erogare una potenza di 135 hp (101 kW)  a 1 750 giri/min al livello del mare (bmep=115,7 psi).
Mongoose II
1930, 155 hp (116 kW).
Mongoose III
1929.
Mongoose IIIA
1929, destinata ai velivoli di uso civile.
Mongoose IIIC
1929, versione militare basata sul IIIA.

## Velivoli utilizzatori
Australia
- Lasco Lascondor

 Regno Unito
- Avro 504N
- Avro 504R
- Avro 621 Trainer
- Handley Page Hamlet
- Handley Page Gugnunc
- Hawker Tomtit
- Parnall Peto

 Lituania
- ANBO-III

## Motori comparabili
Stati Uniti
- Kinner R-5

 Unione Sovietica
- Shvetsov M-11